# Antiche unità di misura del circondario di San Miniato
Sono qui riportate le conversioni tra le antiche unità di misura in uso nel circondario di San Miniato e il sistema metrico decimale, così come stabilite ufficialmente nel 1877.
Nonostante l'apparente precisione nelle tavole, in molti casi è necessario considerare che i campioni utilizzati (anche per le tavole di epoca napoleonica) erano di fattura approssimativa o discordanti tra loro.
A causa del metodo inappropriato utilizzato nelle province toscane nel 1808 e a causa dell'impossibilità di reperire tutti i campioni originali, nel 1877 venne stabilito di utilizzare per le unità toscane i valori del 1808 però in forma approssimata.

## Misure di lunghezza
| Comuni         | Denominazione      | Valore | Unità |
| -------------- | ------------------ | ------ | ----- |
| Tutti i comuni | Braccio fiorentino | 0,5836 | m     |
| Tutti i comuni | Canna              | 2,9181 | m     |

Il braccio si divide in 20 soldi, il soldo in 12 denari, il denaro in 12 punti.
Due braccia fanno il passetto, misura usata per le stoffe.
La canna agrimensoria è di 5 braccia e serve di base alle misure agrarie.

## Misure di superficie
| Comuni                                                               | Denominazione    | Valore  | Unità |
| -------------------------------------------------------------------- | ---------------- | ------- | ----- |
| Tutti i comuni                                                       | Quadrato         | 3406,19 | m²    |
| Tutti i comuni                                                       | Braccio quadrato | 0,3406  | m²    |
| Castelfranco di Sotto, Santa Maria in Monte, Monte Calvoli, S. Croce | Stioro           | 655,54  | m²    |
| Empoli, Montaione                                                    | Stioro           | 721,89  | m²    |

Il braccio quadrato si divide in 400 soldi quadrati.
Il quadrato, misura agraria, si divide in 10 tavole, la tavola in 10 pertiche, la pertica in 10 deche, la deca in 10 braccia quadrate.
Lo stioro di Castelfranco di Sotto, misura agraria, corrisponde a braccia fiorentine quadrate 1924,56 e si divide in 66 pertiche quadrate.
Talora lo stioro si fa di braccia quadrate 1924.
Lo stioro di Empoli corrisponde a braccia quadrate 2119,3333 e si divide in 66 pertiche. In Empoli si usava anche la staiata che è di 5000 braccia quadrate, ossia la metà del quadrato legale.

## Misure di volume
| Comuni                                                 | Denominazione | Valore | Unità |
| ------------------------------------------------------ | ------------- | ------ | ----- |
| Tutti i comuni                                         | Braccio cubo  | 198,8  | L     |
| Tutti i comuni                                         | Catasta       | 4771,1 | L     |
| Castelfranco di Sotto, Montecalvoli, S. Maria in Monte | Scandiglio    | 3180,7 | L     |

Il braccio cubo si divide in 6 braccioli, il bracciolo in 12 once, l'oncia in soldi cubi 111 1/9.
Due braccia cube fanno un traino, misura del legname da lavoro.
La catasta, misura della legna da fuoco, è di 24 braccia cube, e si divide in metà, terzi, quarti, ecc.
Negli usi commerciali si suole formare la catasta di sole 18 braccia cube.
Lo scandiglio, misura per la ghiaia, corrisponde a 16 braccia cube.

## Misure di capacità per gli aridi
| Comuni         | Denominazione | Valore  | Unità |
| -------------- | ------------- | ------- | ----- |
| Tutti i comuni | Sacco         | 73,0886 | L     |
| Tutti i comuni | Staio         | 24,3627 | L     |

Il sacco si divide in 3 staia, lo staio in 2 mine, la mina in 2 quarti, il quarto in 8 mezzette, la mezzetta in 2 quartucci.
Otto sacchi formano un moggio.

## Misure di capacità per i liquidi
| Comuni         | Denominazione  | Valore  | Unità |
| -------------- | -------------- | ------- | ----- |
| Tutti i comuni | Barile da vino | 45,5840 | L     |
| Tutti i comuni | Fiasco da vino | 2,2792  | L     |
| Tutti i comuni | Barile da olio | 33,4289 | L     |
| Tutti i comuni | Fiasco da olio | 2,0893  | L     |

Il barile da vino si divide in 20 fiaschi.
Il barile da olio si divide in 16 fiaschi.
Il fiasco da vino, come il fiasco da olio, si dividono in 4 mezzette, la mezzetta in 2 quartucci.
Due barili fanno una soma tanto per il vino quanto per l'olio.
Il municipio di Montopoli in Val d'Arno indica un barile da vino di litri 47,53588 ed un Barile da olio di Litri 29,879696.

## Pesi
| Comuni         | Denominazione | Valore | Unità |
| -------------- | ------------- | ------ | ----- |
| Tutti i comuni | Libbra        | 339,5  | g     |

La libbra si divide in 12 once, l'oncia in 8 dramme, la dramma in 3 denari, il denaro in 24 grani.
100 libbre fanno un quintale.
150 libbre fanno un cantaro.
1000 libbre fanno un migliaio.